# Künstlerhof Oberndorf
Der Künstlerhof Oberndorf in Schweinfurt ist das ehemalige Wohnhaus und Atelier des Künstlers Gustl G. Kirchner (1920–1984). In ihm befindet sich die Kirchner-Ausstellung und das Kirchner-Archiv. Zudem gab es dort bis 2017 das Forum 13, eine Plattform für Wechselausstellungen. 

## Lage
Das Künstlerhof hat die Anschrift Hauptstraße 13 im Schweinfurter Stadtteil Oberndorf.

## Geschichte
Der Schweinfurter Kirchner kam nicht auf dem direkten Weg zur Kunst. Nach dem Tod seines Vaters im Jahr 1937 übernahm er die elterliche Landwirtschaft. Als Kavallerist wurde er anschließend im Zweiten Weltkrieg eingezogen. Nach dem einschneidenden Erlebnis des Krieges entwickelte sich Kirchner im Laufe der Jahre zu einem vielfältigen Künstler. Er gab die Landwirtschaft schließlich ganz auf und studierte an der Werkkunstschule Offenbach.

## Der Künstlerhof
Der Künstlerhof ist ein einstiges Wohnstallhaus aus dem 18. Jahrhundert. Das ehemalige Wohnhaus und Atelier Kirchners konnte dank einer Stiftung der Witwe des Künstlers, Bettina E. Kirchner-Schüllermann von der Stadt Schweinfurt zum Zwecke des Erhalts der Tradition des Atelierhauses erworben und renoviert werden.
Im Erdgeschoss befinden sich die Kirchner-Ausstellung und das Kirchner-Archiv (Besichtigung nur nach telefonischer Voranmeldung). Kirchners Wohnhaus und Atelier dienen heute als Wohnstatt und Atelier für den Bildhauer Norbert Kleinlein und seine Frau Heike, die als Keramikerin arbeitet.

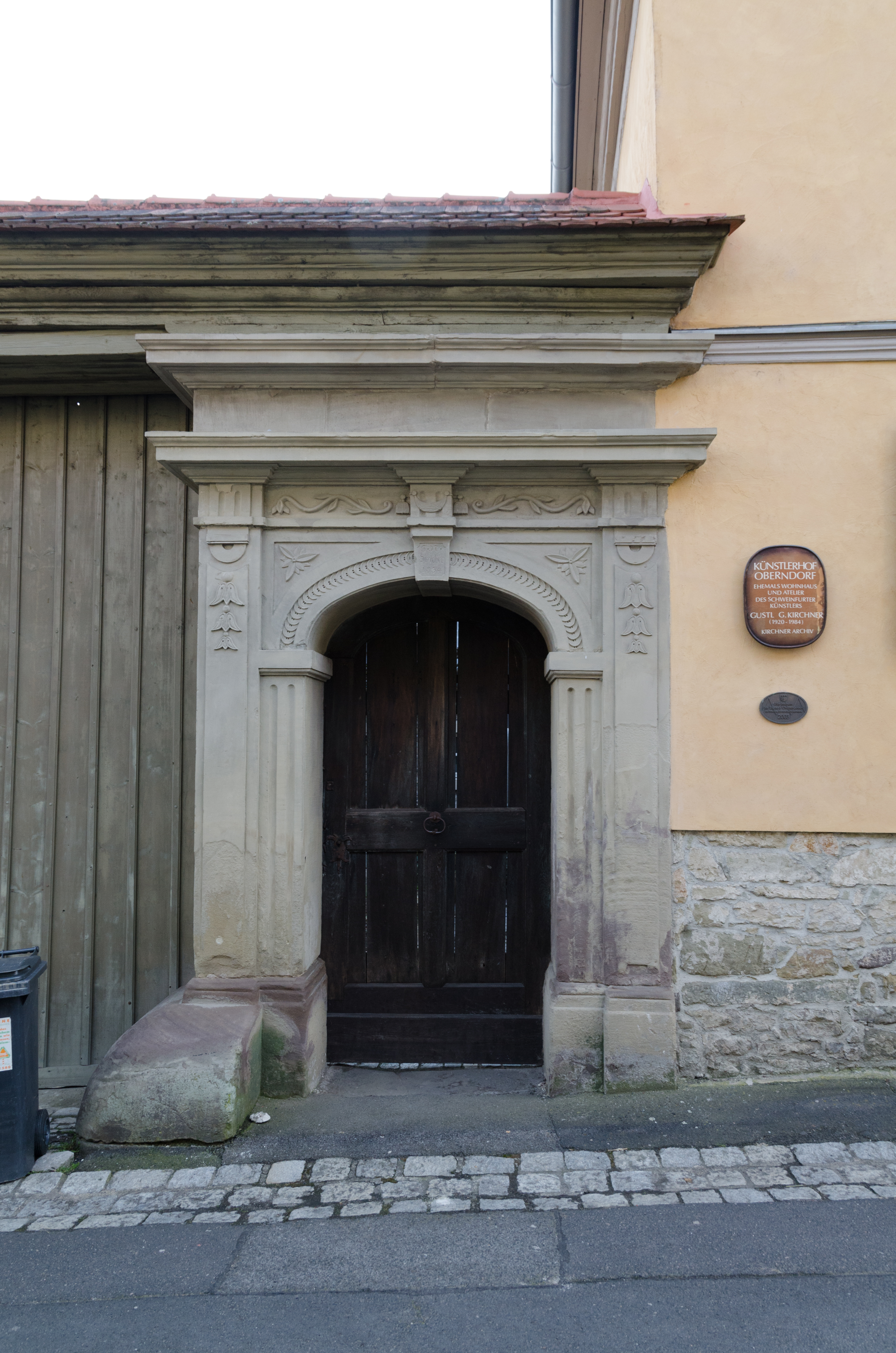
Hauptstraße
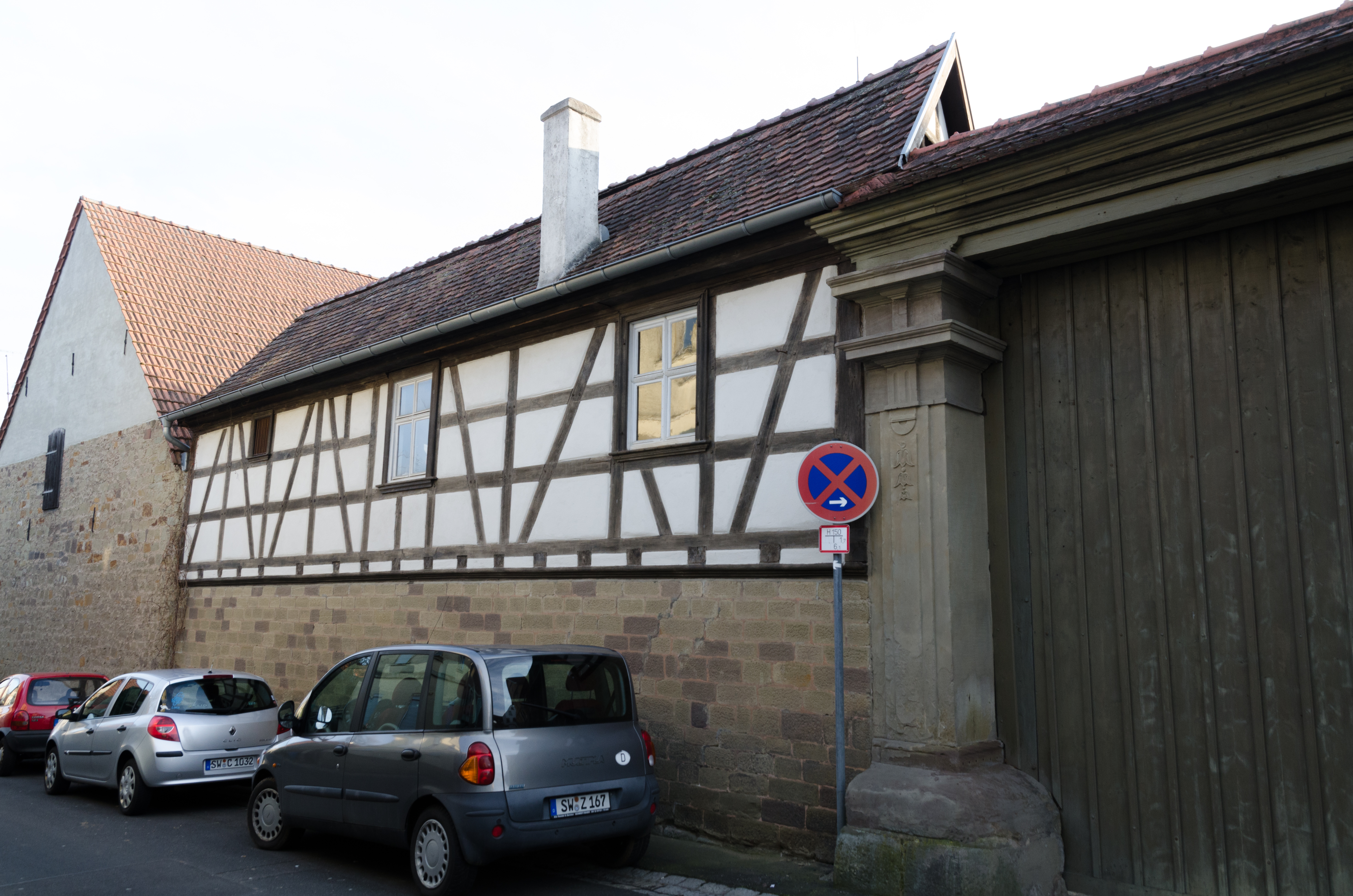
Steingasse
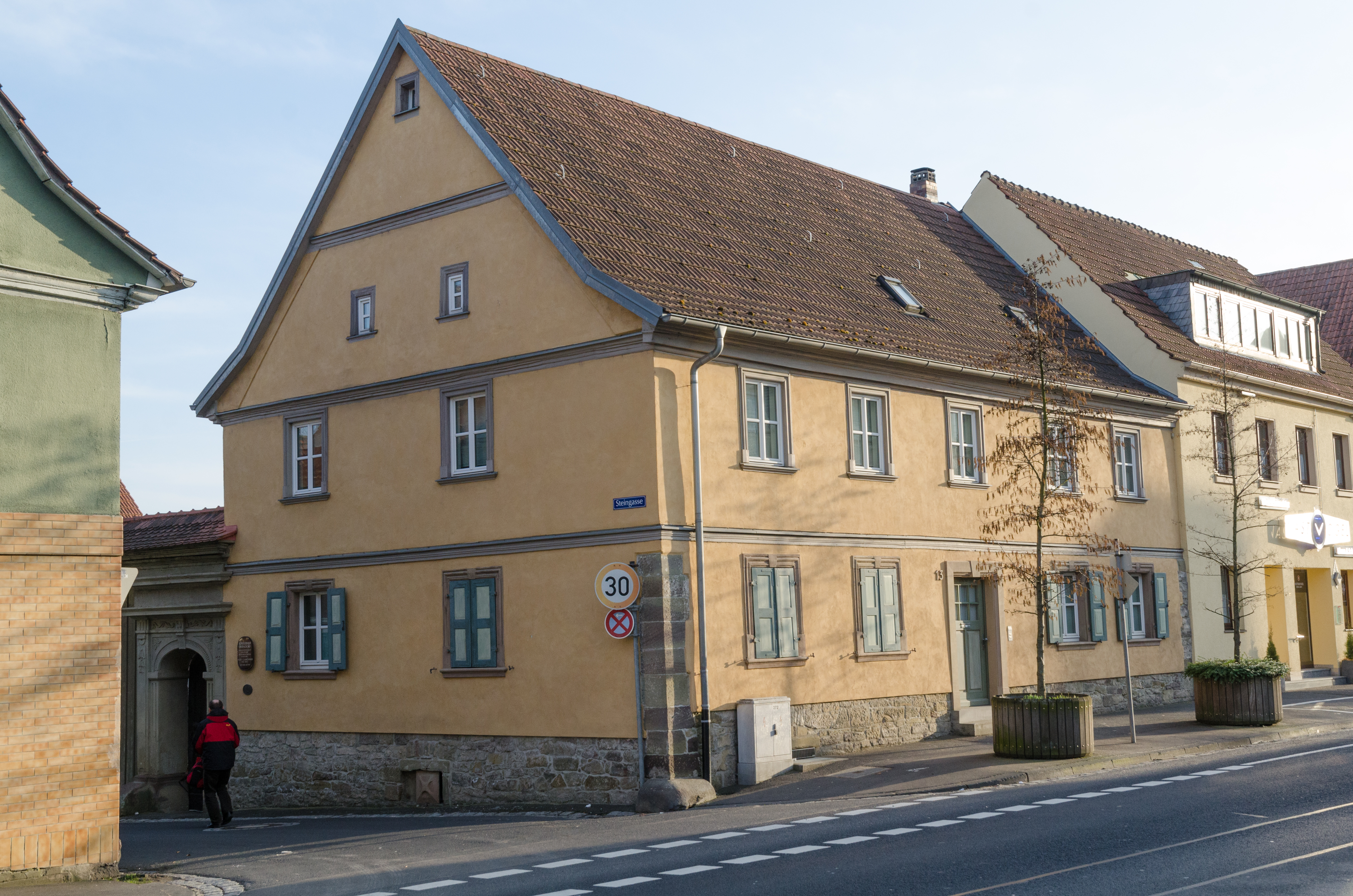
Hauptstraße
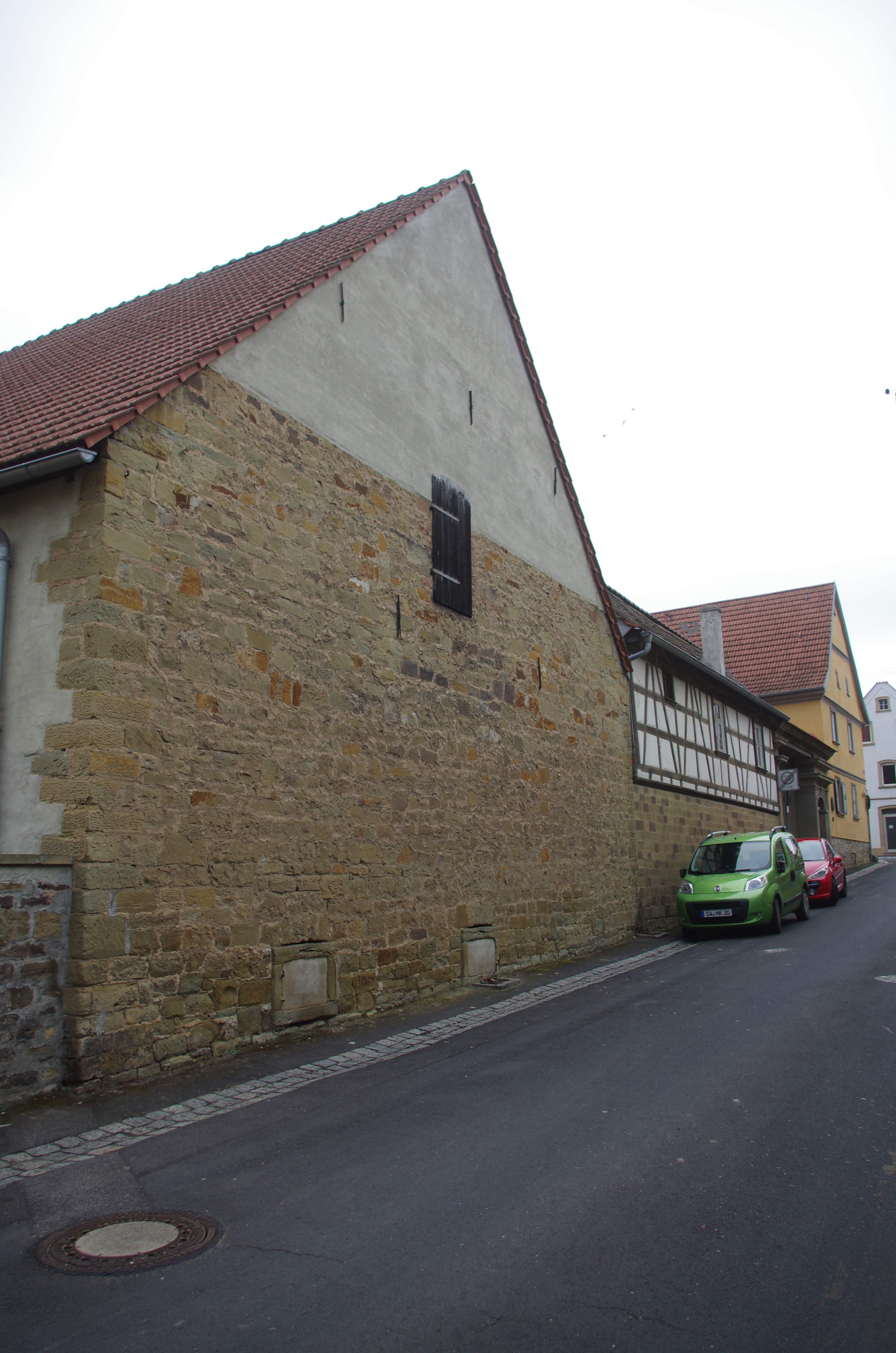
Steingasse